# اتو گراس
اتو هانس آدولف گروس (زاده ۱۷ مارس ۱۸۷۷ - درگذشته ۱۳ فوریه ۱۹۲۰) یک روانکاو اتریشی بود. او که در آغاز شاگرد زیگموند فروید بود، بعدها به یک آنارشیست تبدیل شد و به جامعه آرمان‌شهر آسکونا پیوست. 
پدرش هانس گراس یک قاضی بود که تبدیل به یک جرم‌شناس پیشگام شد. اتو ابتدا با او همکاری کرد و سپس به مخالفت با عقاید جبرگرایانه او درباره شخصیت پرداخت. 
او که قهرمان شکل اولیه ضد روانپزشکی و انقلاب جنسی بود، شکلی آنارشیستی از روانشناسی عمق را نیز توسعه داد (که ضرورت تمدنی سرکوب روانی پیشنهاد شده توسط فروید را رد می‌کرد). او شکل اصلاح‌شده‌ای از نظریه‌های فمینیستی و نئوپاگانی یوهان یاکوب باخوفن  اتخاذ کرد که با آن تلاش کرد تمدن را به «عصر طلایی» غیر سلسله‌مراتبی بازگرداند. گراس از جنبش بزرگتر روانکاوی طرد شد و در تاریخ تأسیسات روانکاوی و روانپزشکی گنجانده نشد. او در فقر از دنیا رفت.
او به نوبه خود تحت تأثیر فلسفه ماکس اشتیرنر  و فریدریش نیچه و نظریه‌های سیاسی پیتر کروپوتکین، بر دی اچ لارنس (از طریق رابطه گراس با فریدا فون ریشتهوفن)، فرانتس کافکا و هنرمندان دیگر، از جمله فرانتس یونگ و سایر بنیانگذاران تأثیر گذاشت. دادا برلین. تأثیر او بر روانشناسی محدودتر بود. کارل یونگ ادعا کرد که کل جهان‌بینی او زمانی که تلاش کرد گراس را تجزیه و تحلیل کند تغییر کرده‌است و تا حدی جداول را متوجه او کرد. 
او در آمریکای جنوبی به مواد مخدر معتاد شد و به عنوان پزشک نیروی دریایی خدمت کرد. او چندین بار به دلیل اعتیاد به مواد مخدر در بیمارستان بستری شد، گاهی اوقات سرپرستی خود را به پدرش از دست داد.  او یک مصرف‌کننده مواد مخدر بوهمیایی از سنین جوانی، و همچنین مدافع عشق آزاد، گاهی اوقات به‌عنوان پدربزرگ پایه‌گذار ضدفرهنگ قرن بیستم شناخته می‌شود.